# Christian Locker

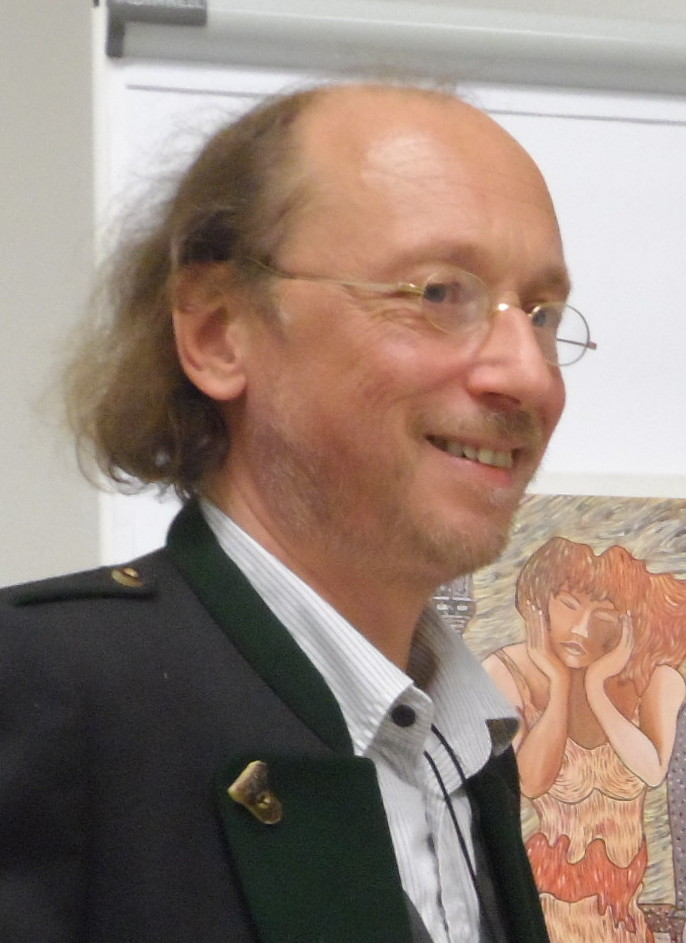
Christian Locker 2012

Christian Nikolaus Locker (* 19. April 1963 in Wien; † 11. Juli 2018 ebendort) war ein österreichischer Schriftsteller und Maler.

## Leben
Locker studierte an der Universität Wien Philosophie und Geschichte. Von 1984 bis 1988 schrieb er feuilletonistische Geschichten für das Wiener Journal und die Literaturzeitschrift Wespennest (Nr. 79). Seit 1992 war er freischaffender Maler sowie Land- und Forstwirt.

## Wirken
Durch die intensive Beschäftigung mit Martin Haidingers Fachbuch Von der Guillotine zur Giftspritze. Fakten Fälle Fehlurteile. Die Geschichte der Todesstrafe begann Locker 2009 mit der Niederschrift seines umfangreichen Romans Einfach jeder, der in einem Österreich der Gegenwart, wo die Todesstrafe, aber auch selbst grausamste mittelalterliche Hinrichtungsmethoden noch existieren, spielt. Das Buch behandelt die Themen Sterbehilfe, Schuld und Verantwortlichkeit und setzt sich mit der Thematik Schicksal oder Verschwörungstheorien auseinander. Das eigentliche Thema aber ist die unabdingliche Anklage gegen die Todesstrafe.
Der Roman, Wann endet die Gemütlichkeit?, ist ein Psychogramm seiner Heimatstadt Wien und hat als Thema die Vergangenheitssehnsucht des Österreichers nach so etwas wie einem Kaiser.
Im dritten Roman IM BERG(L), der in einem idyllischen Flecken im Rax-Schneeberggebiet spielt, wird die Allmacht der EU, die bis in die hintersten Winkel reicht, aufs Korn genommen. In Rückblenden wird dabei die Identitätssuche Österreichs in den ersten Tagen der II. Republik untersucht.
Eine Schulklasse dient im satirischen Roman Setzen! Nicht genügend! als Gleichnis für eine geschlossene Gesellschaft, aus der es kein Entrinnen gibt. Selbst über den physischen Tod hinaus bleiben die Protagonisten ihrem Lebensschicksal verhaftet. Allerdings stellt sich dabei ununterbrochen die Frage, ob es den Tod im philosophischen Sinne überhaupt geben kann.
Dass Parallelwelten durchaus nebeneinander existieren können, wird im Roman Den Galgenvogel abgeschossen thematisiert. Und weil in einer dieser Welten das Attentat von Sarajevo auf den Thronfolger Franz Ferdinand von Österreich-Este im Jahre 1914 nicht stattgefunden hat, regieren im heutigen Österreich immer noch die Habsburger.

Im April 2018 erschien Lockers sechster Roman Unnötiges Österreich. In diesem nahm Locker Bezug auf seine vorherigen Veröffentlichungen. Satirisch beschreibt er in dem Werk ein Österreich der Zukunft, das zwischen Nationalstolz und Weltoffenheit gefangen ist. Der Bundeskanzler ist geflüchtet, die Innenministerin sitzt im Altersheim und die Hauptstadt Wien ist gar nicht mehr existent. 

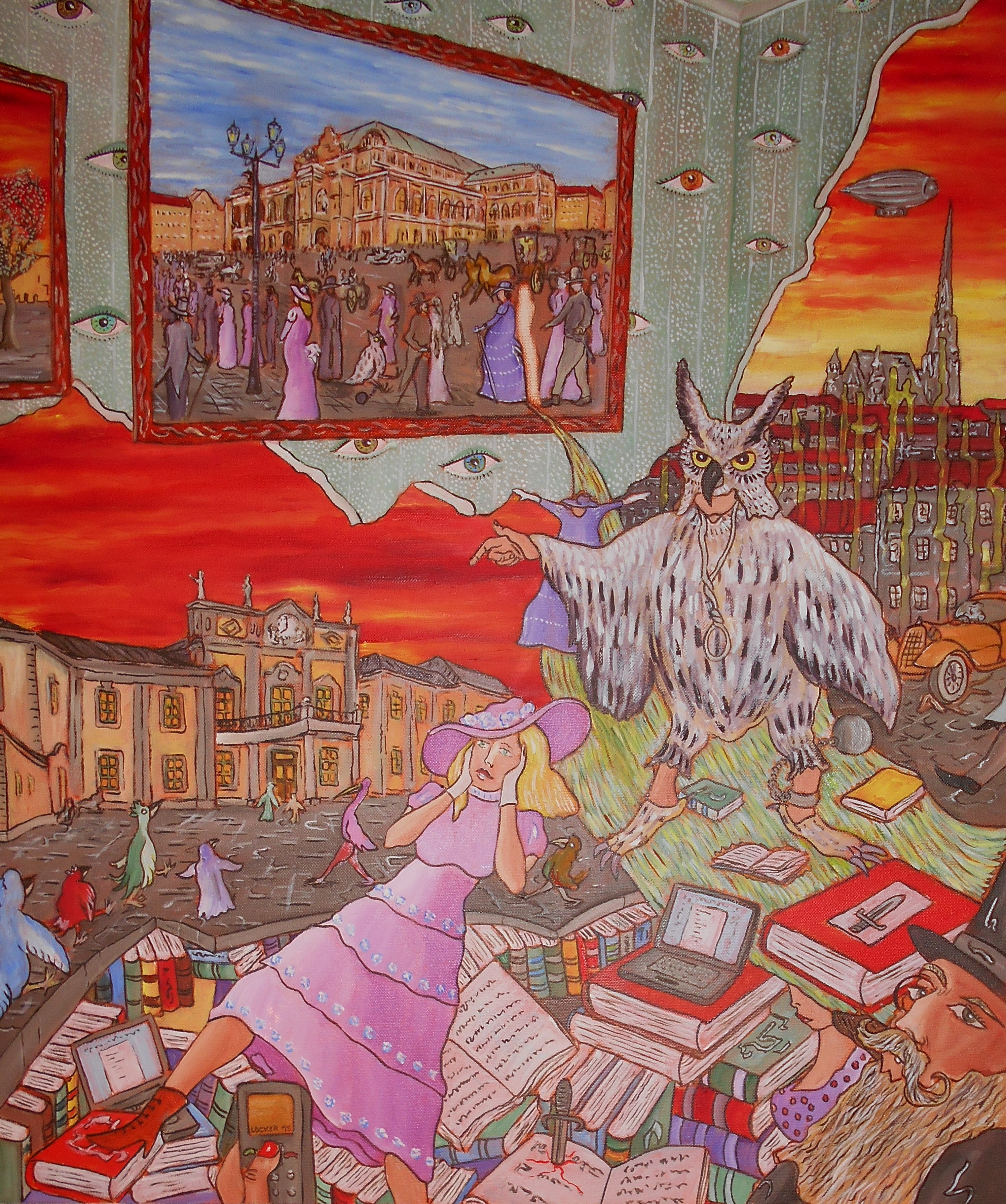
Christian Locker, Den Galgenvogel abgeschossen (Titelbild des gleichnamigen Romans)

Ebenfalls 2018 erschien sein letztes Werk, der Kriminalroman ZEITIG – Der Fall Zerner. Ein berühmter Philosoph wird in einem Cafe in Wien vor Zeugen erschossen. Die Beteiligten finden sich nacheinander in der Vergangenheit wieder. Vor dem surrealen Hintergrund eines Gödel-Universums verschmelzen Zeitgeschichte und Philosophie zu einem spannenden Szenario.

## Publikationen
- Einfach jeder, edition art libre 2011, ISBN 3-901209-17-4 bzw. ISBN 978-3-901209-17-8
- Wann endet die Gemütlichkeit?, edition art libre 2012, ISBN 978-3-901209-18-5
- Im Berg(l), edition art libre 2013, ISBN 978-3-901209-19-2
- Setzen! Nicht genügend!, Edition Roesner 2015, ISBN 978-3-903059-05-4
- Den Galgenvogel abgeschossen, Edition Roesner 2016, ISBN 978-3-903059-09-2
- Unnötiges Österreich, Edition Roesner 2018, ISBN 978-3-903059-69-6
- Zeitig. Kriminalroman – Der Fall Zerner, Edition Roesner 2018, ISBN 978-3-903059-63-4